# Xã Addison, Quận Cass, Bắc Dakota
Xã Addison (tiếng Anh: Addison Township) là một xã thuộc quận Cass, tiểu bang Bắc Dakota, Hoa Kỳ. Năm 2010, dân số của xã này là 91 người.